# Comeat, Timiș
Comeat (germană Lichtenwald, maghiară Komjáth) este un sat în comuna Bogda din județul Timiș, Banat, România.

## Localizare
Comeat se află în nordul județului Timiș, la granița cu județul Arad, pe drumul județean DJ691 Mașloc-Topolovățu Mare, la 53 de kilometri de Timișoara. 

## Istorie
Prima mențiune scrisă despre așezarea Komját datează din anul 1547, când așezarea aparținea Comitatului Arad. La acea vreme, așezarea era formată din două așezări Dolni Komyat (Comeatul de Jos) și Gorni Komyat (Comeatul de Sus). Pe harta Mercy din 1723/24 ambele așezări erau locuite. După pacea de la Passarowitz (1718), când Banatul a devenit un domeniu al coroanei habsburgice, Komjat a făcut parte din Banatul Timișoarei.
În 1771 au fost colonizate 42 de familii germane, cărora li s-a construit și o biserică, iar numele localității este schimbat în Lichtenwald. 
Potrivit auditorului imperial austriac Erler în 1774, Lichtenwald aparține cercului Sannicolau Mic, din districtul Lipova.
În 1782 József Pottyondy a devenit proprietar, iar germanii au început să migreze în localitățile învecinate, Charlottenburg și Altringen. Pottyondy a transformat biserica într-un grajd, a dărâmat turnul și a construit din materialele rezultate un hambar. 
În 1807 localitatea a fost cumpărată de József Varga, de la care a trecut la Ignác Varga. În 1862, a fost cumpărată de Alajos Edstein Fedrigony și soția sa, în 1870 a trecut la Mór Zombori Rónay, comitele de Torontál, și soția sa Luiza Fedrigony, iar în 1885 la Emil Rónay Zombori. În 1890, și-a schimbat din nou proprietarul, fiind deținută de Zsigmond Abelesz, iar apoi la începutul secolului al XX-lea a fost deținută de Péter și Ferenc Csokán.
După Compromisul Austro-Ungar din 1867, Banatul a fost anexat Regatului Ungariei în cadrul monarhiei dualiste a Austro-Ungariei. Tratatul de la Trianon din 4 iunie 1920 a avut ca rezultat împărțirea tripartită a Banatului, Komjáth revenid Regatului României. De atunci, Comeat este numele oficial al localității. În perioada interbelică, Comeat a aparținut județului Timiș-Torontal, plasa Lipova.